# Varenne-l’Arconce
Varenne-l’Arconce település Franciaországban, Saône-et-Loire megyében. Lakosainak száma 111 fő (2022. január 1.). Varenne-l’Arconce Poisson, Briant, Oyé és Saint-Didier-en-Brionnais községekkel határos.

## Népesség
A település népessége az elmúlt években az alábbi módon változott:
| Lakosok száma | 125  | 122  | 117  | 115  | 113  | 112  | 111  | 111  |
|               | 2013 | 2015 | 2017 | 2018 | 2019 | 2020 | 2021 | 2022 |